# Robert Stephens
Sir Robert Stephens (Bristol, 14 luglio 1931 – Londra, 12 novembre 1995) è stato un attore britannico.

## Biografia
Formatosi alla Royal Shakespeare Company, sotto la guida di Laurence Olivier, ne divenne ben presto uno dei maggiori interpreti, e per questo fu da molti considerato l'erede artistico dello stesso Olivier. Nel 1993, per l'interpretazione del Falstaff di William Shakespeare al Royal National Theatre, fu insignito del premio "Laurence Olivier Awards", e proclamato "Cavaliere delle Arti" dell'Ordine dell'Impero Britannico.
Fu attivo anche al cinema sin dagli anni cinquanta e in ruoli interpretati sempre con un contegno tipicamente inglese; da citare sono le sue apparizioni successive in La strana voglia di Jean (1969) e l'indimenticabile interpretazione nel melanconico Vita privata di Sherlock Holmes (1970), nel ruolo del famoso investigatore, per la regia di Billy Wilder. Durante le riprese di questo film tentò il suicidio, causando una sosta forzata nelle riprese che fece temere per la realizzazione dell'opera stessa. Nel 1981, per la BBC Radio, prestò la voce al personaggio di Aragorn de Il Signore degli Anelli.

## Vita privata
Era il primo dei tre figli di Reuben Stephens, geometra ed operaio navale, e di Gladys Millicent Deverill, operaia in una fabbrica di cioccolato.
Stephens si sposò quattro volte. La sua terza moglie fu l'attrice Maggie Smith, dalla quale ebbe i figli Toby Stephens e Chris Larkin, entrambi attori. La quarta moglie fu Patricia Quinn.

## Teatro
Interpretazioni al Royal National Theatre:
- 1963 - The Recruiting Officer, regia di William Gaskill; con Laurence Olivier.
- 1967 - Come vi piace, di Shakespeare, regia di Clifford Williams.
- 1977 - Il mistero
- 1993 - Re Lear, di Shakespeare, regia di Adrian Noble
- 1993 - Falstaff, di Shakespeare, regia di Adrian Noble

## Filmografia
- Guerra e pace (War and Peace), regia di King Vidor (1956)
- Battaglie di spie (A Circle of Deception), regia di Jack Lee (1961)
- L'ora di pranzo (Lunch Hour), regia di James Hill (1961)
- Sapore di miele (A Taste of Honey), regia di Tony Richardson (1961)
- Le guardie della regina (The Queen's Guards), regia di Michael Powell (1961)
- I pirati di Tortuga (Pirates of Tortuga), regia di Robert D. Webb (1961)
- L'ispettore (The Inspector), regia di Philip Dunne (1962)
- Cinque ore violente a Soho (The Small World of Sammy Lee), regia di Ken Hughes (1963)
- Cleopatra, regia di Joseph L. Mankiewicz (1963)
- Morgan matto da legare (Morgan: A Suitable Case for Treatment), regia di Karel Reisz (1966)
- Romeo e Giulietta, regia di Franco Zeffirelli (1968)
- La strana voglia di Jean (The Prime of Miss Jean Brodie), regia di Ronald Neame (1969)
- Vita privata di Sherlock Holmes (The Private Life of Sherlock Holmes), regia di Billy Wilder (1970)
- In viaggio con la zia (Travels with My Aunt), regia di George Cukor (1972)
- The Asphyx, regia di Peter Newbrook (1973)
- Luther, regia di Guy Green (1974)
- La notte tutti i gatti sono grigi (La Nuit, tous les chats sont gris), regia di Geràrd Zingg (1977)
- I duellanti (The Duellists), regia di Ridley Scott (1977)
- L'australiano (The Shout), regia di Jerzy Skolimowski (1978)
- Il gioco della contessa Dolingen de Gratz (Les jeux de la Comtesse Dolingen de Gratz), regia di Catherine Binet (1982)
- Fares the Land, regia di Bill Bryden (1983)
- Uomini liberi (Comrades), regia di Bill Douglas (1987)
- Alta stagione (High Season), regia di Clare Peploe (1987)
- L'impero del sole (Empire of the Sun), regia di Steven Spielberg (1987)
- The Fruit Machine, regia di Philip Saville (1988)
- American roulette, regia di Maurice Hatton (1988)
- Ada danza nella jungla (Ada dans la jungle), regia di Geràrd Zingg (1988)
- Testimony, regia di Tony Palmer (1988)
- Enrico V (Henry V), regia di Kenneth Branagh (1989)
- Le ali del successo (Wings of Fame), regia di Otakar Votocek (1990)
- The Children, regia di Max Kalmanowicz (1990)
- Il falò delle vanità (The Bonfire of the Vanities), regia di Brian De Palma (1990)
- Il mio papà è il Papa (Pope Must Die), regia di Peter Richardson (1991)
- Occhi nel buio (Afraid of the Dark), regia di Mark Peploe (1991)
- 30 Door Key, regia di Jerzy Skolimowski (1992)
- Charlot (Chaplin), regia di Richard Attenborough (1992)
- Il rapimento segreto (The Secret Rapture), regia di Howard Davies (1993)
- Century, regia di Stephen Poliakoff (1993)
- In cerca di Bobby Fischer (Searching for Bobby Fischer), regia di Steven Zaillian (1993)
- England, my England, regia di Tony Palmer (1995)

## Televisione
- The Browning version - serie tv (1959)
- Play of the week - serie tv (1961)
- Theatre 625 - serie tv (1966)
- Armachair theatre - serie tv (1966)
- Molto rumore per nulla di William Shakespeare - produttore (1967)
- TV Playhouse - serie tv (1968)
- Giulio Cesare di William Shakespeare, (nel ruolo di Marco Antonio) (1969)
- Sogno di una notte di mezza estate, di William Shakespeare (1971)
- Poliziotti in cilindro: i rivali di Sherlock Holmes - serie tv (1971)
- BBC Play of the Month - serie TV, 5 episodi (1968-1978)
- Vienna 1900 (1973)
- QB VII (1974)
- Gangster - serie tv (1975)
- Softly-Softly, - serie tv (1977)
- Eustace and Hilde, - serie tv (1978)
- Holocaust (miniserie televisiva), - serie tv (1978)
- Kean (1978)
- Vita di Charles Darwin, serie tv - (1978)
- Un giorno alla fine (1979)
- Suez 1956 (1979)
- Questione di colpa (1980)
- Il racconto d'inverno di William Shakespeare, BBC Television, (1980)
- BBC 2 Playhouse - serie tv (1980)
- Lady Killers - serie tv (1980)
- La ricerca di Alessandro Magno (1981)
- Gli anni dei francesi (1982)
- Anyone for Denis? (1982)
- La spada divisa (1983)
- Puccini, regia di Tony Palmer - film TV (1984) - Giacomo Puccini
- The box of delights - serie tv (1984)
- Campane infernali - serie tv (1986)
- Cause innaturali - serie tv (1986)
- Lizzie's pictures, film tv (1987)
- Fortune in guerra, film tv (1987)
- Ricordo di guerra, film tv (1988)
- L'ispettore Morse - serie tv (1988)
- The storyteller (1990)
- Lorna Doone, regia di Andrew Grieve (1990) - film TV
- Friends in space (1990)
- Adam Bete (1991)
- The vampyr - soap opera (narratore) (1992)
- 99-1 - serie tv (1994)
- Dandelion dead - serie tv (1994)
- La grande depressione - serie tv (1994)
- Senza muri: per una notte solo: Errol Flynn, film tv (nel ruolo di John Barrymore) (1994)

## Doppiatori italiani
- Renato Turi in Sapore di miele
- Giuseppe Rinaldi in La strana voglia di Jean
- Luciano De Ambrosis in Cleopatra
- Sergio Fantoni in Romeo e Giulietta
- Pino Locchi in Morgan matto da legare
- Gigi Proietti in Vita privata di Sherlock Holmes
- Gianfranco Bellini ne L'ispettore
- Franco Zucca in Enrico V
- Lino Troisi ne I duellanti
- Francesco Vairano in Il falò delle vanità